# Кадзияма, Хироси
Хироси Кадзияма (яп. 梶山 広司  Кадзияма Хироси, 13 июня 1953) — японский гимнаст, олимпийский чемпион.
Родился в Канагаве; окончил Университет Нихон. В 1976 году на Олимпийских играх в Монреале завоевал золотую и бронзовую медали.